# Лендас
Ле́ндас (греч. Λέντας) — деревня в Греции на юге Крита. Расположена на побережье Ливийского моря в 63 километрах к юго-западу от Ираклиона. Входит в общину (дим) Гортина в периферийной единице Ираклион в периферии Крит. Население 80 жителей по переписи 2011 года. Местные жители преимущественно заняты в сельском хозяйстве и туризме.
Название современной деревни происходит от λέοντας лев.
В ходе раскопок, которые проводились Стилианосом Алексиу (Στυλιανός Αλεξίου) в 1958—1966 годах, было обнаружено поселение и гробницы-толосы додворцового периода (2100—1900-е годы до н. э.).
Деревня находится на месте древнего города Лебена (Λεβήν). Лебе́н был основан финикийцами и в древний период служил портом для Гортины, находящейся в 22 километрах к северу.

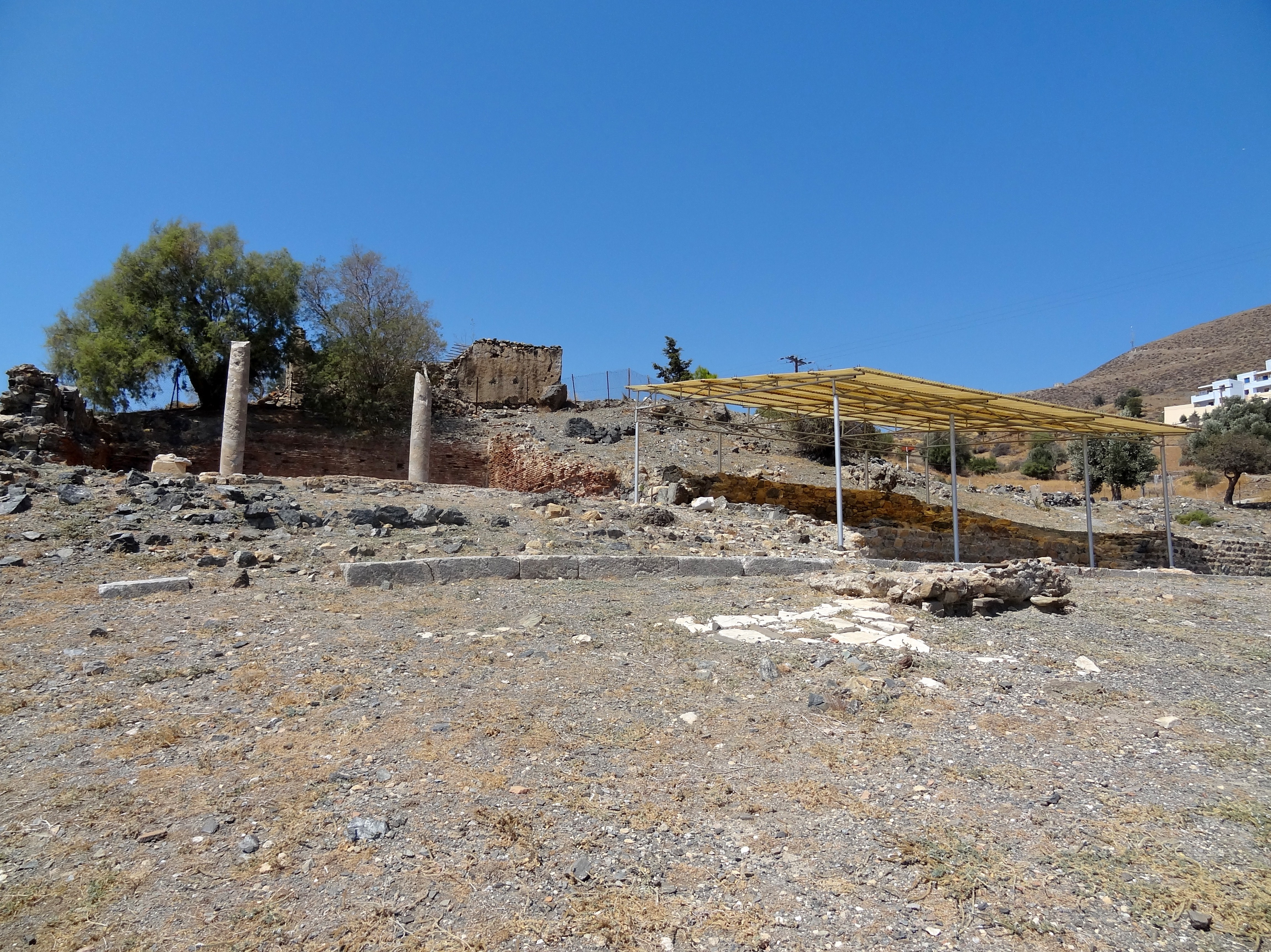
Руины асклепиона Лебена в Лендасе

Название Лебен происходит от прасем. *labiʾ- — «лев», потому что мыс, находящийся к западу, напоминает голову льва. По легенде это один из львов, запряжённых в золотую колесницу Реи, и который окаменел.
Восточнее Лебена находился целебный источник. В Лебене находились асклепион и храм Гигиеи, построенные в начале IV века до н. э.
Лебен был покинут в VII—VIII веках из-за пиратства. В XIV веке построена византийская церковь Святого Иоанна.

## Сообщество Миаму
В местное сообщество Миаму входят шесть населённых пунктов. Население 306 жителей по переписи 2011 года. Площадь 38,25 квадратных километров.
| Населённый пункт | Население (2011), человек |
| ---------------- | ------------------------- |
| Айия-Марина      | 0                         |
| Дискос           | 23                        |
| Кротос           | 88                        |
| Лендас           | 80                        |
| Миаму            | 96                        |
| Пападоиянис      | 19                        |

## Население
| Год  | Население, человек |
| ---- | ------------------ |
| 1991 | 67                 |
| 2001 | 111                |
| 2011 | ↘ 80               |